# Sociedad Sueca de Antropología y Geografía
La Sociedad Sueca de Antropología y Geografía (en sueco: Svenska Sällskapet för Antropologi och Geografi,  SSAG) es una sociedad científica fundada en diciembre de 1877. Se estableció después de una reorganización de varias secciones de la Sociedad Antropológica (Antropologiska sällskapet), que había sido formada en marzo de 1873 por Hjalmar Stolpe, Hans Hildebrand, Oscar Montelius, and Gustaf Retzius.
La sociedad funciona como enlace entre la ciencia y el público, especialmente en las materias de antropología y geografía. Otorga becas de investigación, organiza excursiones y conferencias, y entrega premios, como la prestigiosa Medalla Vega y la Medalla Retzius. En 1880, la Sociedad publicó la primera edición del anuario sueco Ymer, y desde 1919 publica la revista internacional Geografiska Annaler, publicación que se divide entre geografía física y geografía humana.
En 2018, estableció  Kritisk Etnografi, una revista académica de etnografía.

## Premios otorgados por la Sociedad
La sociedad creó en 1881 la Medalla Vega , con motivo del regreso de Adolf Erik Nordenskiöld a Estocolmo después de la expedición Vega y su descubrimiento del Paso del Nordeste. Desde entonces, la Medalla Vega se ha otorgado a un geógrafo físico destacado, al inicio de forma anual y ahora aproximadamente cada tres años. En los años intermedios, la Sociedad ha otorgado la Medalla Anders Retzius a un geógrafo o antropólogo.
En 2015, la Sociedad decidió renombrar la Medalla Retzius, al considerar que el nombre de Retzius era inapropiado por haber realizado estudios raciales, incluida una colección de cráneos de pueblos indígenas, que ahora son vistos con desaprobación por los antropólogos modernos.  A partir de entonces, la Medalla Retzius pasó a llamarse medalla SSAG y se le otorgó a Didier Fassin en 2016. Los premios de la Sociedad son entregados por el rey de Suecia el 24 de abril, el aniversario del regreso de Nordenskiöld a Estocolmo.

## Destinatarios
Las siguientes personas han sido distinguidas con los premios de la sociedad:

### Medalla Vega
Han recibido la Medalla Vega las siguientes personas:
- 1881: Adolf Erik Nordenskiöld
- 1882: Louis Palander
- 1883: Henry Morton Stanley
- 1884: Nikolai Przhevalsky
- 1888: Wilhelm Junker
- 1889: Fridtjof Nansen
- 1890: Emin Pasha
- 1892: Louis-Gustave Binger
- 1897: Otto Sverdrup
- 1898: Sven Hedin
- 1899: Georg August Schweinfurth
- 1900: Alfred Gabriel Nathorst
- 1901: Príncipe Luigi Amedeo
- 1903: Ferdinand von Richthofen
- 1904: Otto Nordenskiöld y Johan G. Andersson
- 1905: Robert Falcon Scott
- 1907: Otto Pettersson
- 1909: Johan Peter Koch
- 1910: Ernest Shackleton
- 1912: John Murray
- 1913: Roald Amundsen
- 1915: Gerard De Geer
- 1919: Knud Johan Victor Rasmussen
- 1920: William Morris Davis
- 1922: Alberto I, príncipe de Mónaco
- 1923: Albrecht Penck
- 1924: Lauge Koch
- 1926: Boris Vilkitsky
- 1930: Harald Sverdrup
- 1931: Émile-Félix Gautier
- 1932: Albert Defant
- 1937: Roy Chapman Andrews
- 1939: Vilhelm Bjerknes y Vagn W. Ekman
- 1941: Bjørn Helland-Hansen y Hans W. Ahlmann
- 1944: Lennart von Post
- 1946: Emmanuel de Martonne
- 1948: Richard Evelyn Byrd
- 1950: Hans Pettersson
- 1951: Carl Troll
- 1954: Laurence Dudley Stamp
- 1955: Paul-Émile Victor
- 1957: Carl O. Sauer
- 1958: Jacob Bjerknes y Tor Bergeron
- 1959: Mikhail Somov
- 1961: Richard Joel Russell
- 1962: Thor Heyerdahl
- 1963: Louis Leakey
- 1965: Maurice Ewing
- 1970: Filip Hjulström y Sigurður Þórarinsson
- 1972: Albert P. Crary
- 1975: Willi Dansgaard
- 1981: Valter Schytt
- 1983: Cesare Emiliani
- 1984: Hubert Lamb
- 1986: John Ross Mackay
- 1987: Gunnar Hoppe y Åke Sundborg
- 1990: George H. Denton
- 1993: David E. Sugden
- 1994: Gösta Hjalmar Liljequist
- 1997: Albert Lincoln Washburn
- 1999: John Imbrie
- 2002: Lonnie Thompson
- 2005: Françoise Gasse
- 2008: Dorthe Dahl-Jensen
- 2011: Terry Callaghan
- 2014: Compton J. Tucker
- 2015: Lesley Head
- 2017: Yao Tandong
- 2018: Gillian Hart
- 2020: David R. Montgomery[6]
- 2021: Anssi Paasi
- 2021: John P.  Smol

### Medalla Retzius
- 1913: Oscar Montelius
- 1920: Arthur Evans
- 1923: Aurel Stein
- 1925: Johan Gunnar Andersson
- 1930: Erland Nordenskiöld
- 1967: Walter Christaller
- 1969: David Hannerberg
- 1973: Torsten Hägerstrand
- 1976: William William-Olsson
- 1978: Wolfgang Hartke
- 1985: Akin Mabogunje
- 1988: Fredrik Barth
- 1989: David Harvey y Sven Godlund
- 1991: Allan Pred
- 1992: Jack Goody
- 1994: Peter Haggett
- 1995: Veena Das
- 1997: Peter Gould
- 1998: David Maybury-Lewis
- 2000: Erik Bylund
- 2001: Sherry Ortner
- 2003: Doreen Massey
- 2004: Tim Ingold
- 2006: Gunnar Törnqvist
- 2007: John y Jean Comaroff
- 2009: Allen J. Scott
- 2010: Ulf Hannerz
- 2012: Don Mitchell
- 2013: Paul Stoller

### Medalla de oro de la SSAG
- 2016: Didier Fassin
- 2019: Emily Martin
- 2022: Thomas Hylland Eriksen

## Kritisk Etnografi
Kritisk Etnografi (en sueco, 'etnografía crítica'), subtitulada Revista Sueca de Antropología , es una revista académica bianual revisada por pares, de cceso abierto y solo en línea sobre temas de antropología y etnografía, propiedad y publicada por la Sociedad Sueca de Antropología y Geografía en colaboración con  DiVA,  un archivo en línea mantenido por la Universidad de Upsala. Su primer número se lanzó el 15 de agosto de 2018.